# Мауровичі
45°19′ пн. ш. 15°28′ сх. д. / 45.31° пн. ш. 15.46° сх. д.
Мауровичі (хорв. Maurovići) — населений пункт у Хорватії, у Карловацькій жупанії у складі громади Барилович.

## Населення
Населення за даними перепису 2011 року становило 7 осіб.
Динаміка чисельності населення поселення: